# Рослинна формація
Рослинна формація (від лат. formatio — утворення) — група рослинних  асоціацій, в яких панівний ярус утворений одним і тим же видом (наприклад, всі асоціації з перевагою лисохвоста лугового або  сосни звичайної).
При такому розумінні рослинної формації в неї можуть потрапляти генетично і екологічно різні асоціації (наприклад, в рослинні формації соснових лісів із сосни звичайної — сфагнові сосняки і сосняки з рослинами, властивими широколистяним лісам). На цій підставі деякі сучасні геоботаніки вважають за доцільне вживати термін «Рослинна формація» як безранговий, що не має значення  таксономічної одиниці.
Термін «Рослинна формація», введений в 1838 р. німецьким географом рослин А. Грізебахом, довгий час вживався в сенсі, близькому до рослинної асоціації або фітоценозу.

### Початкові класифікації
Серед рослин схожість вегетативних органів, «подібність» вигляду ( habitus) кидається в очі набагато більше, ніж схожість органів відтворення. Відповідно цьому первісні спроби класифікації рослин мали на увазі саме їх вегетативні органи. Так був утворений один з найбільш примітивних поділ на дерева, чагарники, трави. Згодом виявилося, що для класифікації рослин набагато зручніше користуватися схожістю їх органів відтворення, оскільки саме ця схожість і є в більшості випадків показником дійсної спорідненості рослинних організмів. Тим не менш, залишити абсолютно осторонь зовнішню схожість, зовнішність різних рослин не можна хоча б тому, що це означало б ігнорувати цілу величезну категорію фактів.

### Зовнішня схожість
Було здійснено низку спроб використовувати цю зовнішню подібність.  А. Гумбольдт встановив 16 зовнішніх груп, в які вкладається рослинність земної кулі. Позаяк, проте, зовнішня подібність у Гумбольдта бралося сама по собі, без зв'язку з більш загальними діючими причинами, то його групи виявилися досить штучними і не втрималися в науці. Грізебах передбачає вже як причину зовнішньої схожості єдність вегетативних потреб при наявності даних життєвих умов. Грізебах запропонував називати фітогеографічною або рослинною формацією групу рослин, що має характерну зовнішність, якими є, наприклад, луг, ліс тощо Ця остання характеризується то одним яким-небудь видом, що зустрічається великими масами, то вона складається з багатьох видів, яким притаманна, однак, одна яка-небудь властива всім їм особливість; так, наприклад, альпійські луки складаються майже виключно з багаторічних трав.

### Біологічна схожість
Бекетов О. М. визначає рослинну формацію, як угруповання рослин, викликане схожістю їх життєвих (біологічних) потреб. Але в обох цих визначеннях приймаються в розрахунок одні тільки аутотрофні зелені рослини. Однак, немає ніяких підстав виключати зі складу рослинної формації ті  паразитні і  сапрофітні рослини, які точно так само можуть бути постійними і характерними учасниками даної рослинної формації. Тому зручніше розглядати рослинну формацію як таке угруповання  аутотрофних, паразитних і сапрофітних організмів, які різнобічно використовують дану життєву обстановку і утворюють у своїй сукупності більш-менш стійкі поєднання. Стан рівноваги такого поєднання і визначає зовнішність рослинної формації. Бути може для вивчення рослинної формацій продуктивним виявиться також розгляд їх як випадки рухомої рівноваги між складовими формацію компонентами ( Еленкін О. О.). Найбільшу трудність представляє визначення обсягу того угруповання, яке слід називати рослинної формацією. Тоді як Грізебах,  О.Друде розуміють під рослинною формацією вельми великі групи, інші називають формаціями вельми дрібні підрозділи рослинності. Тому виявилося необхідним класифікувати рослинні формації в систему супідрядних підрозділів, необхідно домовитися, якому саме з цих підрозділів присвоїти назву рослинної формації у вузькому сенсі цього слова.
Рослинної формацією називають тепер зазвичай всі типи спільнот всієї земної кулі, які збігаються один з одним за своїм виглядом (тобто по своїх життєвих формах) і за основними рисами своєї екології; при цьому не мають ніякого значення відмінності у видовому складі цих спільнот. Такими формаціями є, наприклад, листяний ліс з опадаючим на зиму листям, деревна рослинність з шкірястим листям, мокрий луг, торфовище, прісноводний планктон та інші. Окремі формації об'єднуються в групи формацій, як, наприклад, листяний ліс, хвойний ліс, ті в класи формації (Друде), вегетативні типи або кліматичні формації ( Шимпер), на які розпадається вся рослинність, що вивчалася з біологічної точки зору.

### Класи формацій
Оскар Друде розрізняє такі класи формацій:
1. ліси;
2. ліси упереміш з чагарниками (Gebüsche);
3. чагарники;
4. формації багаторічників;
5. трав'янисті поля (Grasfluren);
6. степи;
7. рослинність скель;
8. мохи;
9. болотні формації;
10. формації текучої води;
11. формації ставків і
12. органічні формації.

Шимпер розрізняє: А. формації, зумовлені кліматом і В. формації, зумовлені властивостями ґрунту. Кліматичних формацій він налічує лише три: деревна рослинність, трав'янисті поля і пустелі. Ґрунтові формації можуть бути в залежності від ґрунтової води (болота, торф'яники, галерейні ліси Galleriewälder, мангрові ліси) або від ґрунту самого по собі (скеляста, піщана формація). Крім того, Шимпер розрізняє прісноводну і океанську рослинність. З іншого боку, рослинна формація, як вона розуміється тут, повинна бути підрозділена на більш дрібні групи, щоб підійти нарешті від абстрактних побудов до конкретних спільнот рослин, що є безпосереднім об'єктом вивчення. Ці угруповання отримали важку для перекладу німецьку назву Einzelbestand. (Друде,  Вармінг). Можливо, найзручніше передати це українськими словами «окреме поєднання». Під «окремим поєднанням» розуміють всю сукупність рослин даної відокремленої місцевості, що представляє єдине однорідне ціле з точки зору сукупності життєвих умов. Таке окреме поєднання представляє з себе топографічно-фізіономічну одиницю, «індивідуум» в системі рослинних формацій. Такі сполучення характеризуються нерідко переважанням одного будь-якого виду, за ім'ям якого і отримують назву, причому до родової або видової назви додається закінчення -etum. Так говорять про Pinetum, якщо фізіономію поєднанню надає сосна (Pinus silvestris); Phragmitetum означає поєднання з перевагою тростини (Phragmites) тощо Якщо не існує безумовно домінуючого виду, то для назви вибирають один або два з найбільш поширених або ж характеризують поєднання за особливостями ґрунту. Всі окремі поєднання, подібні один з одним у всьому, за винятком місця розташування, утворюють групу «поєднання». Однак, між окремими поєднаннями невеликої географічної області нерідко спостерігаються легкі відмінності, які зводяться до того, що домінуюче значення переходить то до одного, то до іншого виду тощо Такі легкі видозміни поєднань іменуються їх «обличчями» (Faces) . Всі видозміни поєднань, всі їх «обличчя» утворюють в сукупності «тип сполучень», напр. «Тип Phragmitetum». При розгляді всієї області, в якій зустрічається даний тип сполучень, можна розбити цей тип на «підтипи», які географічно виключають один одного, керуючись розподілом «керівних видів», що зустрічаються лише в обмеженому географічно районі. Нарешті, на різних ґрунтах (напр. вапняних і бідних вапном) можуть зустрічатися паралельні типи поєднань, іменовані паратипами (наприклад «Curvuletum» і «Firmetum» — поєднання з Carex curvula і С. firma). Якщо додати до цього, що рослинні формації часто розділяються ще на «субформації», то ми перерахуємо вже всі підрозділи цієї групи. На конкретному прикладі легше розібратися в цій класифікації. Ми розглядаємо, припустимо, альпійський луг з перевагою Nardus stricta. Говорячи про нього, як про «окреме поєднання», ми повинні згадати місцевість, в якій даний луг знаходиться «окреме поєднання»: Nardetum, наприклад, На Alpe di Sella на Готарді. «Тип поєднання» буде Nardetum. оскільки в даній гірській місцевості Nardetum знаходиться в області поширення Trifolium alpinum, що входить до складу нашої луки, то його треба віднести до «підтипу» Nardetum гірської місцевості (з Trifolium alpinum). «Субформацію», до якої належить цей Nardetum, будуть альпійські сухі луки, «формація» — сухі луки, група формацій — луки, і нарешті вегетативний тип (клас формації) — трав'янисте поле.
Зважаючи на розбіжності в розумінні терміну рослинна формація, деякі автори замінюють його іншими. Так,  А. М. Бекетов говорить про «топографічні флори»,  Й. Є. Вармінг вживає термін «рослинні угруповання» та «класи спільнот».

## Ресурси Інтернету
- Дедю И. И. Экологический энциклопедический словарь. — Кишинев, 1989
- Словарь ботанических терминов / Под общ. ред. И. А. Дудки. — Киев, Наук. Думка, 1984
- Англо-русский биологический словарь (online версия)
- Англо-русский научный словарь (online версия)
- Словари и Энциклопедии